# 星影の散歩道
「星影の散歩道」（原題： Right Time of the Night）は、シンガーソングライターのピーター・マッキャンが書いた楽曲。1976年にジェニファー・ウォーンズが発表、翌年大ヒットとなった。

## 概要
ピーター・マッキャン自身のバージョンよりもジェニファー・ウォーンズのバージョンが先に世に出た。1976年発売のアルバム『Jennifer Warnes』に収録され、1977年1月にシングルカットされた。B面は「行かないでダディー（Daddy Don't Go）」。彼女にとって「青春の日々（These Days）」（ジャクソン・ブラウンのカバー）以来4年ぶりとなるシングルであった。A面のプロデューサーはジム・エド・ノーマン、B面のプロデューサーはジム・プライスが務めた。
ウォーンズは本作品のレコーディングに気乗りしなかったため、ジム・エド・ノーマンは言葉を尽くして説得したという。また彼女は、マッキャンのオリジナルの歌詞にあった「いかしたバーがあるんだ。夜になったら俺のシボレーで飲みに行こう」を、「暗くなったらおしゃべりなんか要らない／夜の鳥たちのさえずりが彼の言葉を代弁してくれる」と歌詞を書きかえて歌っている。
1977年5月7日から5月14日にかけてビルボード・Hot 100で6位を記録した。そのほか、ビルボードのイージーリスニング・チャートで1位、カントリー・チャートで17位、キャッシュボックスで5位、カナダのRPMチャートで3位を記録した。1977年の年間チャートにおいても34位を記録した。

## その他のバージョン
- ピーター・マッキャン - 1977年のデビュー・アルバム『Peter McCann』に収録。シングルカットされた「恋人たちの午後（Do You Wanna Make Love）」のB面に収録された。なおマッキャンの「恋人たちの午後」はビルボード・Hot 100の5位を記録している。
- リーバ・マッキンタイア - 1977年のデビュー・アルバム『Reba McEntire』に収録。
- リン・アンダーソン - 1977年のアルバム『I Love What Love Is Doing to Me/He Ain't You』に収録。
- タンポポ - 1977年のアルバム『過ぎし日の想い出』、1978年のシングル『白い時計台』に収録。訳詞は片桐和子。
- ジョン・トラボルタ - 1978年のアルバム『Greased Lightnin' * Sandy』に収録[6]。